# La Lorraine (bière)
Pour les articles homonymes, voir La Lorraine (homonymie).
Ne pas confondre avec la Bière de Lorraine relative à la région de l'est de la France.
La Lorraine est une bière produite en Martinique. Son symbole est la Croix de Lorraine.

## Histoire
En 1919, René de Jaham fonde la brasserie Lorraine au Lamentin. Il la nomme ainsi après avoir été élève à l'école de brasserie et de malterie de Nancy (intégrée depuis à l'école nationale supérieure d'agronomie et des industries alimentaires).
Elle reçut à Bruxelles une médaille d'argent en 1943 puis d'or en 1964 et à Cologne, un prix d'excellence en 1963.